# Otto Strobl
Otto Strobl (Wiesen, Burgenland, 19 juni 1927 - 16 februari 2019) was een Oostenrijks componist, muziekpedagoog, dirigent en organist.

## Carrière
Strobl kreeg van zijn moeder orgelles en van zijn vader vioolles. Hij studeerde aan de Universität für Musik und darstellende Kunst Wien in Wenen muziekpedagogiek, orgel orgel bij Karl Walter en compositie bij Alfred Uhl. Verder heeft hij ook geschiedenis gestudeerd aan de Universiteit van Wenen. 
Vanaf 1947 was hij dirigent van verschillende kerk- en jeugdkoren en vanaf 1950 dirigent van het Haydnkoor te Eisenstadt. Ook in de koorfederatie van de deelstaat Burgenland was hij 'Landeschormeister'. Strobl was organist van de Dom van Eisenstadt. Daarnaast was hij actief als docent: vanaf 1949 aan het Bundesrealgymnasium (BRG) Eisenstadt en vanaf 1969 aan de Pedagogische Academie. Aansluitend was hij van 1967 tot 1987 hoogleraar muziektheorie aan het Joseph-Haydn-Conservatorium in Eisenstadt. In 1992 ging hij met pensioen. 
Als componist schreef hij muziek voor koor (waaronder missen), voor symfonieorkest en harmonieorkest. Hij heeft ook toneelmuziek gecomponeerd. Strobl werd met verschillende prijzen onderscheiden, zoals de 'Kery-Kulturpreis' en diverse prijzen van de deelstaat Burgenland: in 1977 de 'Förderungspreis', in 1988 de 'Würdigungspreis' en in 1997 het 'Komturkreuz'. In datzelfde jaar ontving hij het 'Ehrenkreuz' voor wetenschap en kunst.
Otto Strobl werd 91 jaar oud.

## Composities

### Werken voor orkest
- 1967 Suite, voor strijkorkest
- 1970 Concertino, voor viool en orkest
- 1975 Tanzsuite, voor klein orkest
- 1977 2e suite "Pannonische", voor strijkorkest
- 1978 Poèmes, voor altsaxofoon, strijkers en harp
- 1978 Skizzen und Bilder aus einer alten Stadt, suite voor trompet en strijkers (naar de schilderijen van de non Sr. Elfriede Ettl)
- 1984 Concert, voor bastrombone en orkest
- 1989 Concertino, voor klarinet en orkest
- 1991 Sinfonische Suite, voor orkest
- 1994 Concertino, voor viool, cello en orkest
- 1994 Musik, voor althobo en orkest - première: 12 oktober 1994
- Variationen über das Sauschneiderlied

### Werken voor harmonieorkest
- 1984 Scherzo semi seria
- 1985 Festliches Vorspiel
- 1987 Praeludium solemne

### Missen, cantates en gewijde muziek
- 1969 Heiligenkantate nach geistliche Volksliedern, voor gemengd koor en strijkers
- 1969 Adventsmusik, voor spreker, 2 trompetten, 2 violen, altviool, cello en contrabas
- 1971 Burgenländische Festkantate, cantate
- 1973 Auf, ihr Hirten, kerstmis naar kerstliederen uit Pamhagen, voor solisten, gemengd koor, strijkers (of: orgel)
- 1974 Dialoge, cantate voor bariton, 2 gemengd koren en orkest
- 1974 Gebete aus der Arche, voor solisten, gemengd koor, piano en slagwerk - tekst: Gastold
- 1984 Cantata mystica, cantate voor bariton, gemengd koor en orkest - première: 23 mei 1985
- 1986 Deutsche Messe für Verstorbene, voor gemengd koor en orgel
- 1986 Eisenstädter Messe, voor koor, samenzang en orgel
- 1986 Messe St. Augustinus, voor 5 tot 8-stemmig gemengd koor, samensang en orgel
- 1986 Messe Kremsmünster, voor 5-stemmig gemengd koor
- 1987 Wir sind ..., cantate voor solisten, gemengd koor en harp - tekst: Hugo von Hofmannsthal
- 1989 St. Georgener Messe, voor eenstemmig koor en harmonieorkest
- 1993 Advent-Kantate, cantate voor solisten, gemengd koor en orgel
- 1993 Franziskus-Oratorium, voor solisten, gemengd koor en orkest - tekst: Helmut Stefan Milletich
- 1993 Missa in e, voor gemengd koor
- 1994 Herbst-Kantate, voor solisten, gemengd koor en piano
- 1995 Missa in honorem S. Mariae, voor gemengd koor en orgel
- 1996 Meditationen und die Historie von Hiob (Job), multimedia-oratorium voor bariton solo, spreker, gemengd koor, orgel en klavecimbel
- Missa in C

### Muziektheater

#### Opera's
- 1986 Die goldene Gans, kinderopera - libretto: Helmut Stefan Milletich
- 1988 Legende um Sylvia, kinderopera - libretto: Helmut Stefan Milletich
- 1988 Die braven Mädchen, kinderopera - libretto: Nestroy
- 1990 Ein Zerwürfelnis, kinderopera - libretto: Jutta Treiber
- 1991 Die Bremer Stadtmusikanten, kinderopera - libretto: Helmut Stefan Milletich

#### Toneelmuziek
- 1950 Grenzlandschicksal - tekst: Paul Rauchbauer
- 1991 Geometrisches Stück - tekst: Jutta Treiber

### Werken voor koren
- 1969 Der 150. Psalm, voor gemengd koor en orgel
- 1970 Der 90. Psalm, voor vijfstemmig gemengd koor
- 1970 Schweig nicht, Orfee, voor spreker, gemengd koor en harp
- 1972 Fünf Psalmverse, voor mannenkoor
  1. Gott ist mein Hirt (uit Ps. 22)
  2. Meine Stimme steiget auf zu Gott (uit Ps. 76)
  3. Gott, mein Gott (uit Ps. 62)
  4. Das ist der Tag (uit Ps. 17)
  5. Jauchzet und freuet euch (uit Ps. 32)
- 1973 Legende der Irrungen, voor spreker, gemengd koor, orgel, piano en strijkers
- 1976 Wenn zwei in Lieb sich finden, voor gemengd koor
- 1982 Drei Chöre nach Christine Lavant, voor gemengd koor
  1. O Gott, heb auf den schweren Stein
  2. So eine wildfremde Sonne
  3. Hast du die Zähne der Zeit gezählt
- 1993 Gegrüßet seist du, Maria, (kerstlied uit Pamhagen) voor gemengd koor
- Burgenländische und kroatische Volkslieder, voor gemengd koor
- Burgenländische Volkslieder, voor gemengd koor
  1. Jetzt wird der feste Schluss gemacht
  2. Müllerlied / Sag, was hilft alle Welt
  3. Abschiedslied / Gehts, Buama, gemma hoam
  4. Auf der Wildbahn / Sagst alleweil vom Scheiden
  5. Das Jagn
  6. Erprobte Treue
  7. Herzig schöns Röselein / Mein Diandl sei Falschheit
  8. Heute bin ich rot
  9. Hiaz hab i drei Somma / Wia höcha der Turm
  10. Ich sinne hin
  11. O Maria, sei gegrüßt
  12. Schlaf, mein Kindlein
  13. Unser Bruda Veitl
  14. Vergebliche Werbung
  15. Zwei Liebelein
  16. Abschiedslied / Zwei Liedlein
  17. Der Handwerksgesell / Unser Bruada Veitl
  18. Müllerlied / Ich sinne hin
- Der 129. Psalm, voor gemengd koor
- Der 131. Psalm „Mein Herz ist nicht hochmütig“, voor gemengd koor
- Der 136. Psalm „An den Flüssen von Babylon“, voor gemengd koor
- Die Erde braucht Regen, voor gemengd koor
- Die Heimat lädt dich ein, voor gemengd koor
- Drei kroatische Volkslieder, voor gemengd koor
  1. Oj, Jelena, Jelena
  2. Tamo deleko
  3. Kolo
- Herr, ich bin dein Eigentum (uit de 117e psalm), voor gemengd koor

### Vocale muziek
- 1955 Zwölf Lieder nach Josef Weinheber "O Mensch, gib acht", voor zangstem en piano
- 1975 Am dunklen Himmel zieht der Mond, voor mezzosopraan, bariton, dwarsfluit en strijkers
- 1985 Carmina Pannonica - twaalf orkestliederen, voor zangstem en orkest - tekst: Helmut Stefan Milletich
- 1996 Frauengedichte, liederencyclus voor sopraan en piano
- Etwas für alle, 14 spreuken voor solisten, gemengd koor en blazers

### Kamermuziek
- 1969 Musik über ein volksliedhaftes Thema, voor vijf strijkers
- 1970 Suite Nr. 1, voor blazerskwintet
- 1976 Musik für Blechbläser, voor  2 hoorns, 3 trompetten, 2 trombones, tuba en pauken
- 1981 Blazerskwintet Nr. 3, naar schilderijen van Georg Gesellman
- 1985 Twee strijkkwartetten
- 1986 4e blazerskwintet
- 1987 Nonett, divertimento voor blazers
- 1989 5e blazerskwintet "Aphorismen", voor spreker en blazerskwintet - tekst: Lenau
- 1989 Oktett, serenade voor blazers
- 1991 6e blazerskwintet "Serenata allegra"
- 1992 7e blazerskwintet
- 1994 Fünf Stücke, voor drie trompetten
- 1994 8 Variationen über eine Sarabande, voor koperkwintet
- 1995 Divertimento, voor klarinet en strijkers
- 1996 2e oktet, voor blazers
- 1999 Pianotrio, voor viool, cello en piano
- 2000 Herbstbilder, voor viool, cello en piano
- Concertino, voor klarinet en piano
- Viechereien, voor viool, cello en piano

### Werken voor orgel
- 1979 Kleines Konzert in C-groot, voor orgel en strijkers
- Plavo cvijece, voor orgel en strijkers

### Werken voor piano
- 2002 Fantasie, voor piano

## Over Otto Strobl
- Markus Vorzellner: Otto Strobl - Ein Komponist aus dem Burgenland, Rötzer Eisenstadt, 1996.
- Helmut Stefan Milletich: Die Textbücher für Otto Strobl, Eisenstadt,  Ed. Roetzer, 2001. - 236 p., ISBN 3 85374 344 7